# Tomaž Hren
Tomaž Hren (lat. Thomas Chroen) (Ljubljana 13. novembar 1560 — Gornji Grad 10. februar 1630) je bio slovenački biskup i vođa protivreformacije, koju je sprovodila Katolička crkva u Sloveniji protiv Luterana (Protestanta).

## Biografija
Tomaž Hren je mladost preživeo u ljubljanskoj protestantskoj porodici. 1573. ide u jezuitsku školu u Gracu i 1588. postane sveštenik. 1597. imenovan je za ljubljanskog biskupa (postao je 9. ljubljanski biskup) i 1599. je potvrđen u Rimu. Od 1614. do 1621. bio je namestnik deželnog kneza na Kranjskom. U godinama 1600. do 1603. uništavao je protestantske knjige u svojoj biskupiji. Knjige su često spaljivane na glavnom trgu u Ljubljani - Starom trgu. S time je zatreo kratku a vrlo plodnu eru Protestantizma u Slovenaca. Za to vreme rodio se slovenački književni jezik. Primož Trubar, Adam Bohorič, Jurij Dalmatin doneli su Slovencima prve knjige (Abecedarijum i Katekizem), prvu Bibliju u slovenačkom jeziku i prvi Rečnik (Slovnicu). Posledica protivreformacije je bio izgon ovih pionira slovenačke književnosti. Ipak je Tomaž Hren sačuvao Dalmatinovu Bibliju i za njenu upotrebu dobio dozvolu pape.
Tomaž Hren sa potpunom dominacijom katolicizma nije doprineo uspostavci slovenačkog književnog jezika. Više je uradio na obnavljanju porušenih crkva od Turaka i crkvenoj umetnosti. Takođe je podržao crkvenu glasbu i financirao crkvene orgle. Za odgoj kaluđera u Gornjem Gradu je ustanovio versku školu Collegium Marianum.